# Koro Island Airport
Koro Island Airport är en flygplats i Fiji.   Den ligger i divisionen Östra divisionen, i den östra delen av landet, 140 km nordost om huvudstaden Suva. Koro Island Airport ligger 80 meter över havet. Den ligger på ön Koro Island.
Terrängen runt Koro Island Airport är kuperad åt nordväst, men österut är den platt. Havet är nära Koro Island Airport åt sydost.  I omgivningarna runt Koro Island Airport växer i huvudsak städsegrön lövskog.